# L'Oiseau blanc
El Oiseau Blanc (en español: Pájaro blanco) fue un avión biplano que desapareció el 8 de mayo de 1927 junto con sus dos pilotos, los franceses Charles Nungesser y François Coli, durante el primer intento de realizar el vuelo entre París y Nueva York sin escalas. Menos de dos semanas después de su desaparición, el estadounidense Charles Lindbergh se convirtió en la primera persona en completar esta travesía, aunque en sentido contrario, a bordo del Spirit of Saint Louis.
La desaparición del Oiseau blanc es considerada como uno de los mayores misterios de la historia de la aviación y numerosas hipótesis han circulado en torno al paradero tanto del avión como del de sus dos tripulantes. Según diversas investigaciones el avión se habría estrellado en el Océano Atlántico al encontrarse con una fuerte turbonada o con un importante banco de niebla. Sin embargo, durante los años 1980 surgieron otros estudios que sostienen que el Oiseau blanc podría haber llegado hasta Terranova, en el continente americano, y se habría estrellado cerca de esta isla.
El Oiseau Blanc dejó un importante legado, aunque no pudiera completar su misión, pues aparece en varias películas y canciones y en Francia existen varias ciudades que tienen calles con los nombres de Nungesser y Coli. En su honor fue erigido un memorial en el Aeropuerto de París-Le Bourget, punto de partida de su viaje, y también en Étretat, en donde se lo pudo ver por última vez desde Francia.

## Contexto

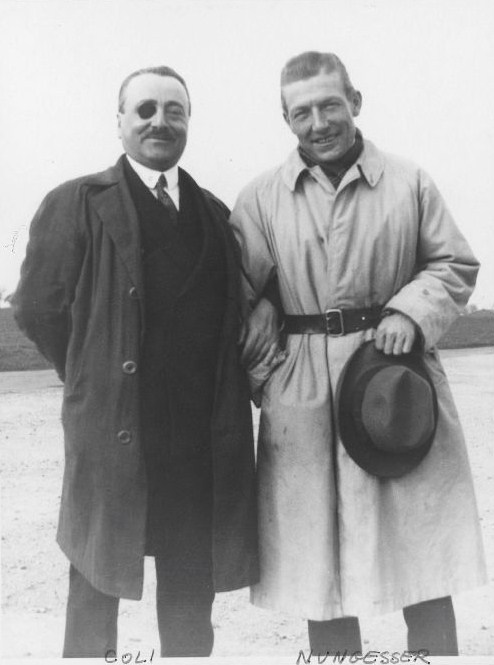
François Coli y Charles Nungesser (en este orden) posando para la prensa antes del vuelo.

Tras el final de la Primera Guerra Mundial los aviadores de todo el mundo intentaron demostrar la utilidad pacífica de la aviación estableciendo todo tipo de nuevas marcas en distancia, altitud o velocidad. Es en este contexto que en mayo de 1919 el piloto estadounidense Albert Cushing Read realizó un vuelo entre Long Island, en los Estados Unidos, y Plymouth, en Inglaterra, en 23 días y realizando 5 escalas. Ello motivó al empresario Raymond Orteig a ofrecer un premio de 25 000 dólares al primer aviador que realizara un vuelo transatlántico sin escalas entre Nueva York y París en un plazo de cinco años. Un mes después los aviadores británicos Alcock y Brown realizaron el primer vuelo transatlántico sin escalas al volar desde Terranova, en Canadá, hasta Clifden, en Irlanda, aunque no fue suficiente para ganar el premio.
El plazo de cinco años se cumplió y ningún piloto consiguió completar el desafío de Orteig, por lo que el empresario decidió renovar la competición por cinco años más. En 1925 el francés François Coli se convirtió en el primer aviador en inscribirse en el concurso, pero otros participantes como el famoso piloto de caza René Fonck se inscribieron al poco tiempo aprovechando los avances tecnológicos realizados durante los años 1920.
François Coli, veterano de la Primera Guerra Mundial y condecorado con la Legión de Honor, realizó varios vuelos históricos a través y alrededor del mar Mediterráneo. Uno de los más importantes fue el que realizó en 1919 entre París y Kenitra (actualmente en Marruecos) y con el que rompió la marca de distancia en línea recta. Desde 1923 concentró su trabajo en realizar un vuelo transatlántico y originalmente planeaba hacerlo con su compañero de la guerra Paul Tarascon, un reconocido as de la aviación con un total de 12 victorias en combate, pero un accidente a finales de 1926 destruyó su avión Potez 25 y le provocó a Tarascon graves quemaduras que le obligaron a abandonar la aviación por varios años. François Coli fue contactado entonces por Charles Nungesser, uno de los aviadores franceses más experimentados de la guerra con 43 victorias en combate, que se ofreció para reemplazar a Tarascon. Nungesser estudiaba la posibilidad del vuelo transatlántico París-Nueva York desde 1925, pero necesitaba un navegador experimentado como Coli. Poco después los dos hombres obtuvieron el apoyo del constructor aeronáutico Pierre Levasseur y del fabricante de motores Lorraine-Dietrich y comenzaron los preparativos para el viaje.
Si bien los vientos predominantes en el recorrido previsto soplarían de oeste a este, lo que favorecía el recorrido desde Nueva York hacia París, Charles Nungesser y François Coli organizaron su viaje para partir desde París por razones simbólicas. Por más que Coli se inscribió al Premio Orteig en 1925, el cambio de compañero y otros detalles hicieron que el vuelo programado no contara para el concurso, aunque a los aviadores no les importó, ya que decían que su verdadero objetivo era establecer una nueva marca y no el premio monetario.
La fuerte personalidad de los aviadores y su gran carisma les valió la atención de los medios y atrajo una gran publicidad en relación con el vuelo a ambos lados del Atlántico, donde los preparativos para el viaje eran seguidos día a día por los periódicos.

## Construcción del avión

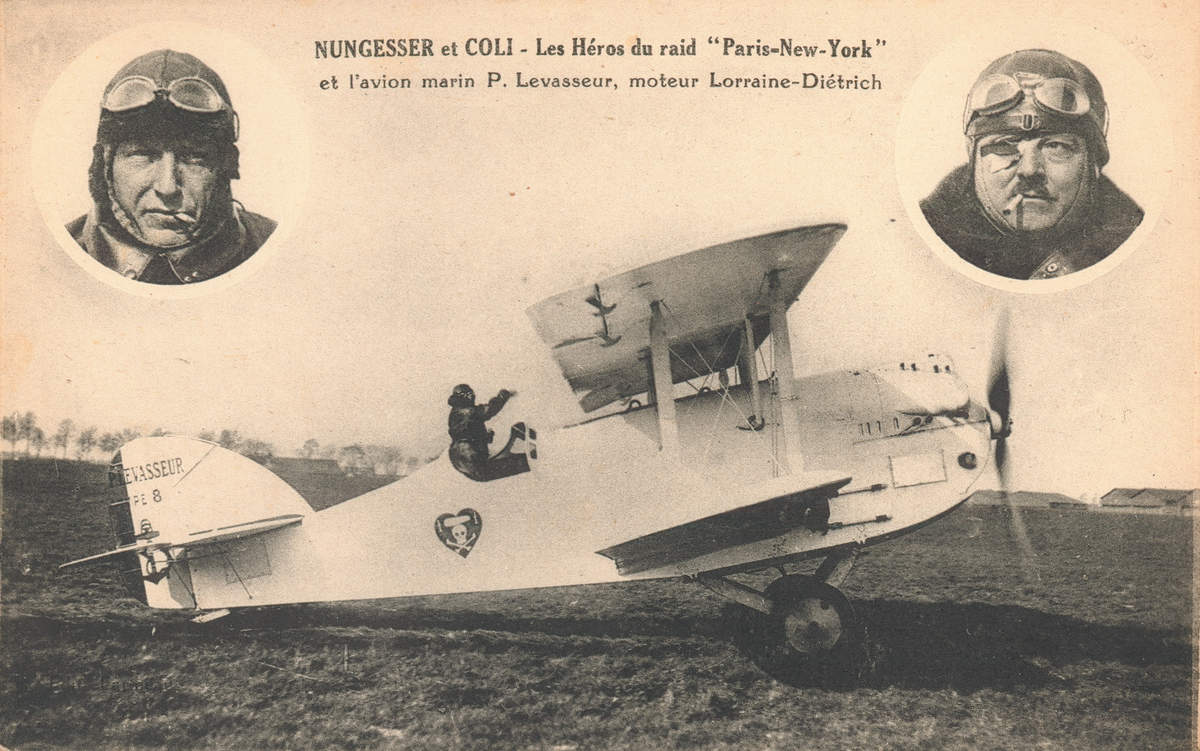
El Oiseau blanc durante las pruebas, en abril de 1927.

Nungesser y Coli participaron en la construcción del Oiseau blanc, un Levasseur PL.8 desarrollado a partir del avión de reconocimiento Levasseur PL.4, con la ayuda de los ingenieros de Levasseur. El biplano de madera PL.4 con capacidad para tres pasajeros tenía la capacidad de amerizar en caso de emergencia, por lo que fue utilizado en la recién creada aviación naval francesa para servir en el primer portaaviones francés, el Béarn, que en ese momento estaba todavía en construcción. Con la ayuda del ingeniero Émile Farret y del jefe de fabricación Albert Longelot, los aviadores realizaron varias modificaciones en su avión: retiraron la cabina doble situada en la parte frontal del avión y la reemplazaron por tres tanques de combustible que contenían en total unos 4025 litros de carburante, el fuselaje se alargó y se reforzó para permitir un amerizaje más seguro y para permitir que Nungesser y Coli se pudieran sentar uno al lado del otro en la cabina trasera que quedaba y la envergadura se aumentó hasta 14,6 metros.

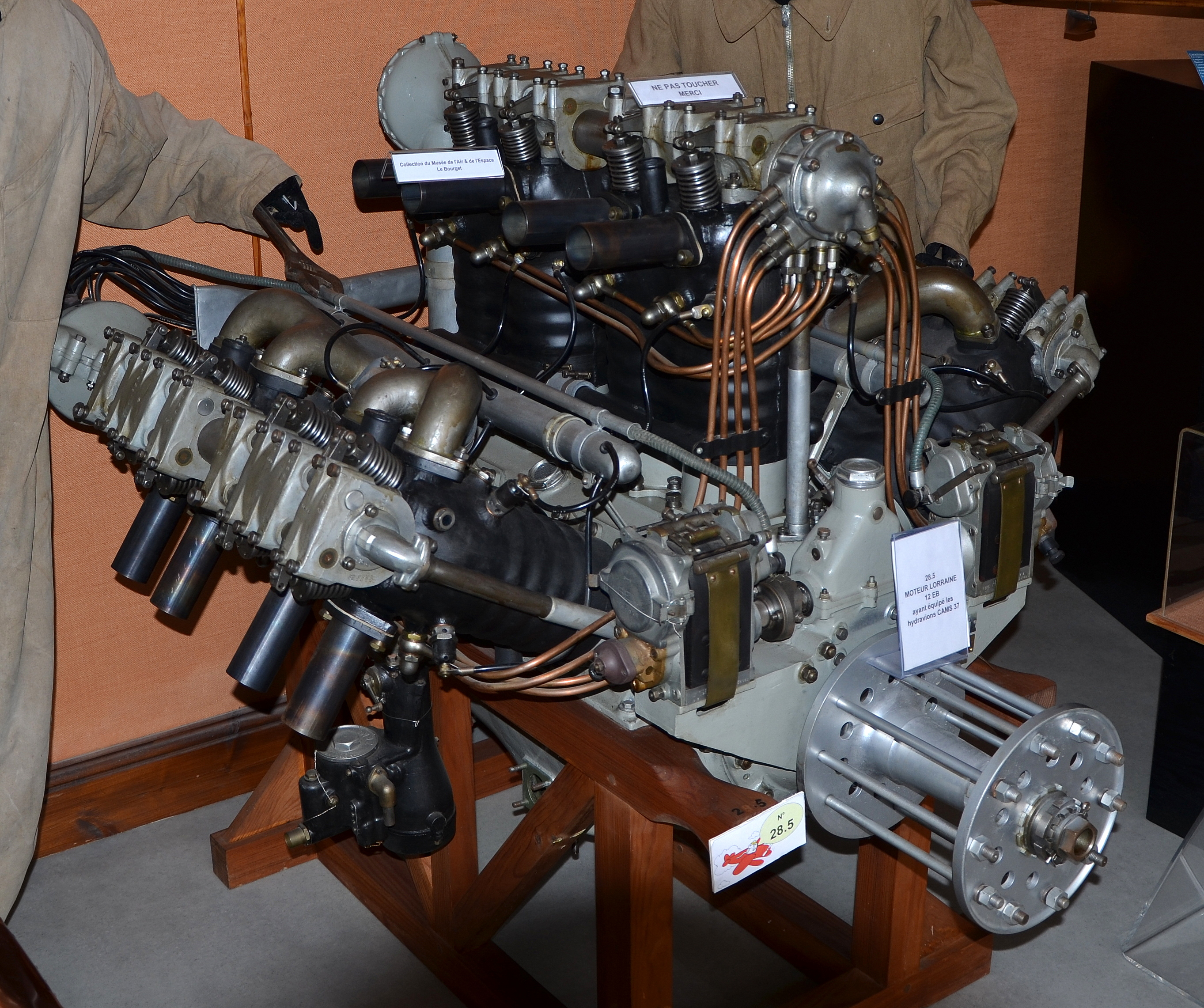
Motor Lorraine 12 Eb, ejemplar exhibido en el museo de la hidroaviación de Biscarrosse.

El motor utilizado para el avión fue un Lorraine 12 Eb de doce cilindros en W con una potencia de 450 caballos de fuerza, un propulsor que ya era conocido por su gran rendimiento en combates aéreos y montaba el famoso avión Potez 25. Los cilindros estaban separados en tres series con 60 grados de diferencia entre una y otra, lo que suponía una distribución parecida a la de los motores Napier de la época. Se realizaron varias pruebas en el motor para comprobar si soportaría la totalidad del largo vuelo que le esperaba, una de las cuales le hizo funcionar durante 40 horas seguidas en la fábrica de Levasseur para comprobar su fiabilidad.
El PL.8 fue bautizado Oiseau blanc (Pájaro blanco) por Nungesser en honor a un jefe indio de Wyoming que había conocido en 1925. Se le pintaron las alas y la deriva con el conocido tricolor francés azul-blanco-rojo y Nungesser hizo que se pintase a cada lado del fuselaje su insignia personal: una calavera con dos tibias entrecruzadas, con un ataúd y dos candelabros por encima y como fondo un corazón negro. Fue con esta insignia con la que se había hecho conocido entre los pilotos de la Primera Guerra Mundial.
El Oiseau blanc estuvo finalizado para mediados de abril de 1927 y a partir de entonces se realizaron varias pruebas hasta la partida de los dos aviadores. Se eliminó del avión todo peso considerado innecesario, incluyendo la radio y el bote salvavidas y el equipamiento del tablero de controles se minimizó, en particular en los controles concernientes al control de vuelo con baja visibilidad, al cual estaban poco habituados ambos aviadores. Para eliminar incluso más peso y ganar más aerodinamismo el tren de aterrizaje fue diseñado para ser desechado después del despegue, pues esta pieza no sería necesaria para el aterrizaje, ya que los aviadores pensaban realizar un amerizaje delante de la Estatua de la libertad al llegar a Nueva York.

## El vuelo

Plan de vuelo concebido por Coli para el 8 de mayo de 1927.

- Nota: Los horarios dados a continuación corresponden a la hora legal de París (UTC +1)

François Coli concibió su plan de vuelo para seguir una ruta ortodrómica, la más corta, que los llevaría a navegar al noroeste sobrevolando el canal de la Mancha, el sudoeste de Gran Bretaña, Irlanda y el océano Atlántico antes de desviarse hacia el sudoeste para sobrevolar Terranova, Nueva Escocia y luego bordear la costa este estadounidense hasta llegar a Nueva York.· François Coli era un experto navegante debido a sus años de experiencia a bordo de navíos mercantes y a sus vuelos en el mar Mediterráneo, por lo que trabajó durante todo el invierno de 1926-1927 previendo posibles cambios meteorológicos y estudiando las rutas astronómicas y decidió finalmente realizar el viaje durante el mes de mayo.
El 7 de mayo las previsiones meteorológicas francesas, británicas, irlandesas, canadienses y americanas estimaron que habría vientos favorables de este a oeste durante la mayor parte de la ruta establecida por Coli, aunque también se preveía una importante depresión atmosférica con posibilidad de tormenta cerca de Terranova. Sin embargo, las condiciones eran en general favorables y ambos aviadores decidieron iniciar su histórico vuelo la mañana del día siguiente.
El Oiseau blanc despegó del aeropuerto de París-Le Bourget a las 5 horas y 18 minutos, tras recorrer 900 metros de pista para poder levantar sus 4864 kg de peso. Poco después, cerca de Gonesse, se desechó el tren de aterrizaje como tenían previsto, la única pieza que se recuperaría del avión y que se encuentra expuesta en el Museo del Aire y del Espacio, en Le Bourget. Durante la primera etapa del viaje los aviadores fueron escoltados por varios aviones, uno de los cuales era pilotado por un empleado de Levasseur. Según su testimonio, Nungesser y Coli sobrevolaron todas las ciudades francesas previstas sin ningún inconveniente hasta llegar a Étretat, la última ciudad francesa del viaje, en donde los escoltas dieron la vuelta y el Oiseau blanc siguió su rumbo en solitario hacia Gran Bretaña. Esta también sería la última vez que el Oiseau blanc sería avistado con total certeza. En ese momento el avión volaba a una altura de entre 200 y 300 metros y a una velocidad de entre 130 y 150 km/h, inferiores a los 185 km/h estimados durante las pruebas debido al peso extra del combustible; a pesar de ello el vuelo se desarrollaba con normalidad.
A las 7 horas y 45 minutos el comandante del submarino británico H 50 avistó un biplano blanco con los distintivos colores azul-blanco-rojo en su deriva sobrevolando a una altura cercana a los 300 metros cerca de la isla de Wight. Más tarde el avión fue identificado también por un habitante de la ciudad irlandesa de Dungarvan a las 10 horas y 10 minutos y por un obispo de Carrigaholt a las 11 horas.
En la tarde del 9 de mayo, en Nueva York, una importante multitud se concentró en el Battery Park, desde donde se podría tener un buen panorama del amerizaje de Nungesser y Coli frente a la Estatua de la Libertad. Sin embargo, a medida que la llegada se demoraba comenzaron a surgir rumores de avistamientos del avión en Terranova y en Long Island, mientras que en Francia el Aero Club de Francia anunció el éxito del vuelo y varios periódicos como La Presse empezaron a preparar titulares de victoria. Durante la noche las autoridades estadounidenses desmintieron la información y anunciaron que los pilotos nunca llegaron a Nueva York. Los 3800 litros de combustible en el Oiseau blanc le permitían 40 horas de autonomía, pero al terminar ese plazo la inquietud se estableció a ambos lados del Atlántico y el avión y su tripulación se declararon desaparecidos.

## La búsqueda

### Intentos de rescate de 1927

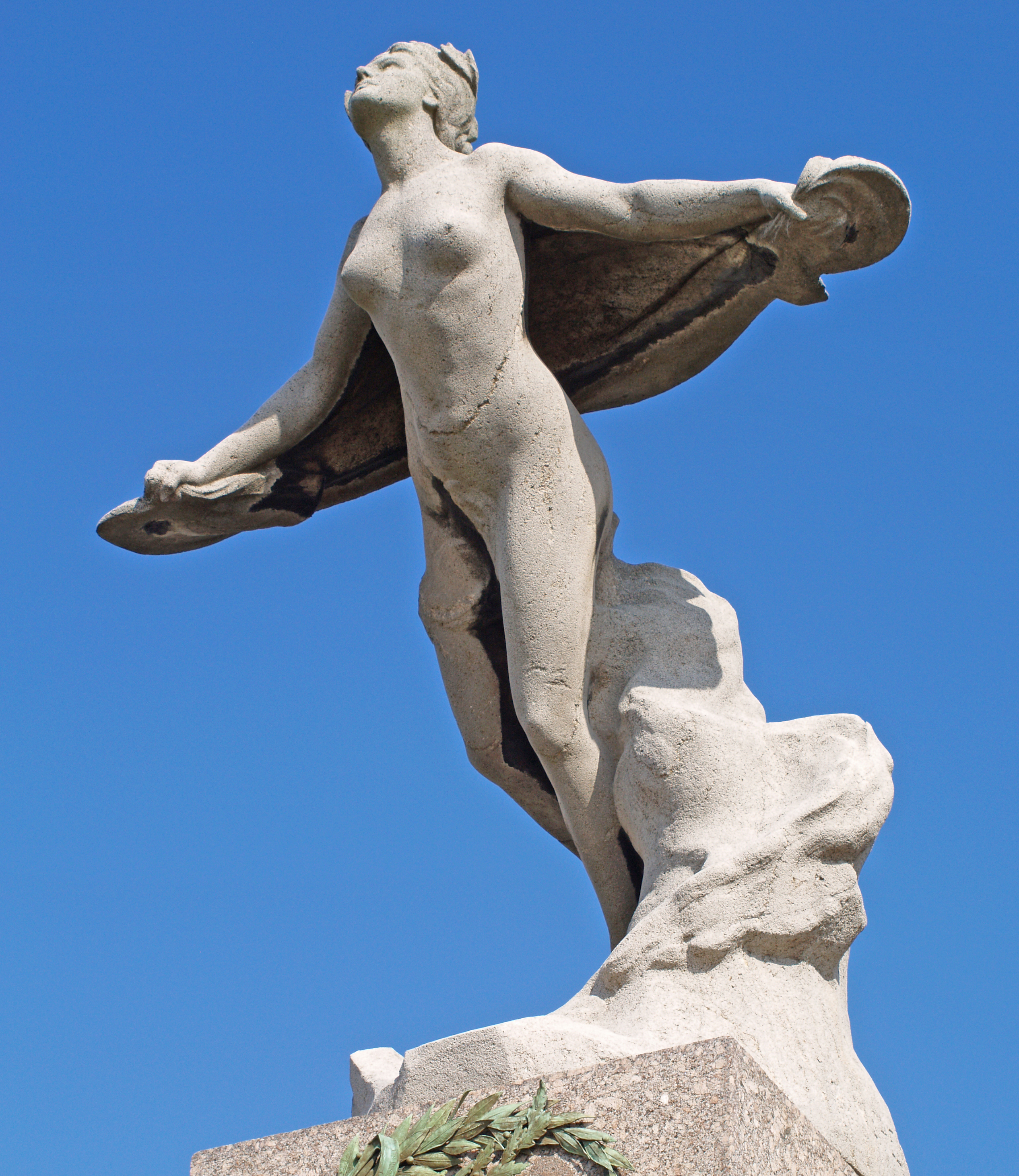
Estatua conmemorativa de Coli, Nungesser y Lindbergh en la entrada del aeropuerto de París-Le Bourget.

Las búsquedas comenzaron inmediatamente después de haberse cumplido el plazo de 40 horas que tenía el Oiseau blanc de autonomía. La primera hipótesis de los buscadores fue la de un accidente en el canal de la Mancha, ya que el peso del combustible disminuía considerablemente la maniobrabilidad del avión en la primera etapa del viaje. A partir de la mañana del 10 de mayo varios barcos y aviones rastrearon todo el Canal entre Étretat y la costa inglesa sin éxito. Las autoridades francesas decidieron abandonar la búsqueda en la Mancha durante la noche del 12 de mayo debido a la aparición de varios testimonios en Gran Bretaña e Irlanda que confirmarían que el avión habría atravesado el canal.
Del otro lado del Atlántico la marina estadounidense y la canadiense realizaron una extensa búsqueda en el golfo de San Lorenzo, Terranova, la isla Sable y Nueva Escocia pero se concentraron principalmente en Harbour Grace, en Terranova, debido a varios testimonios que señalaron la presencia de un avión blanco la mañana del 9 de mayo en ese lugar. La búsqueda del Oiseau blanc se detuvo oficialmente el 9 de junio de 1927, aunque el aviador australiano Sidney Cotton continuó por su cuenta hasta finales de julio sin resultados.
Durante los siguientes 50 años la hipótesis más aceptada fue que el Oiseau blanc se vio atrapado en una tormenta o se perdió en la niebla para luego estrellarse en el océano, llevándose consigo a Nungesser y a Coli.

### Investigaciones a partir de 1980

#### Informe Meunier

Reconstrucción del vuelo del Oiseau blanc según el informe Meunier.

El caso del Oiseau blanc retomó importancia en 1980 cuando el antiguo ministro francés Roland Nungesser, sobrino de Charles Nungesser, solicitó oficialmente al Ministro de Transporte que realizara una investigación sobre el tema. Se le asignó el caso a Clément Pascal Meunier, ingeniero general de la aviación civil, el cual compiló y analizó durante tres años el conjunto de evidencias y testimonios recogidos desde 1927 para intentar reconstruir el recorrido del Oiseau blanc.
Según el informe de Meunier no habría ninguna duda de que Nungesser y Coli habrían llegado sin dificultades hasta el océano Atlántico. Después de Étretat el Oiseau blanc habría sido avistado varias veces hasta Irlanda y los emplazamientos y horarios de estos coincidirían perfectamente con el plan de vuelo de Coli. Meunier estimó que los aviadores abandonaron Irlanda a las seis horas de comenzar su vuelo y, según los reportes meteorológicos de la época, no deberían haberse encontrado con mal tiempo sino hasta atravesar el meridiano 40 oeste, mucho después de haber superado el punto de no retorno.
Después del meridiano 40 oeste, teóricamente alcanzado a las 21 horas del 8 de mayo, las condiciones meteorológicas habrían empeorado, ya que la depresión atmosférica que se pronosticaba para Terranova se desplazó notoriamente menos de lo previsto al este y terminó justo sobre la ruta del Oiseau blanc. Según Meunier los aviadores tendrían que haberse desviado en plena noche hacia el norte para evitar los fuertes vientos y posibles nevadas.
Este desvío habría significado que Coli y Nungesser habrían tenido que recorrer varios cientos de kilómetros más que previsto y habría retrasado la progresión hacia Terranova. Según el plan de vuelo de Coli, el Oiseau blanc tendría que haber llegado al continente americano a las 6 de la mañana a la altura de Belle Isle, una pequeña isla situada entre Terranova y la costa canadiense, sin embargo, cerca de quince testimonios concuerdan en un avistamiento de un avión blanco sobre Harbour Grace, a 500 kilómetros al sudeste de Belle Isle. Estos avistamientos tuvieron lugar a las 14 horas 30 minutos, por lo que Nungesser y Coli se habrían retrasado ocho horas en llegar al continente americano. Meunier estimó con estos datos que probablemente el avión consiguió llegar a Terranova, pero que el retraso dejó al avión sin combustible, forzándolos a aterrizar en algún lugar desconocido, aunque no tenía pruebas suficientes para afirmarlo con seguridad.

#### Estudio de Garreau

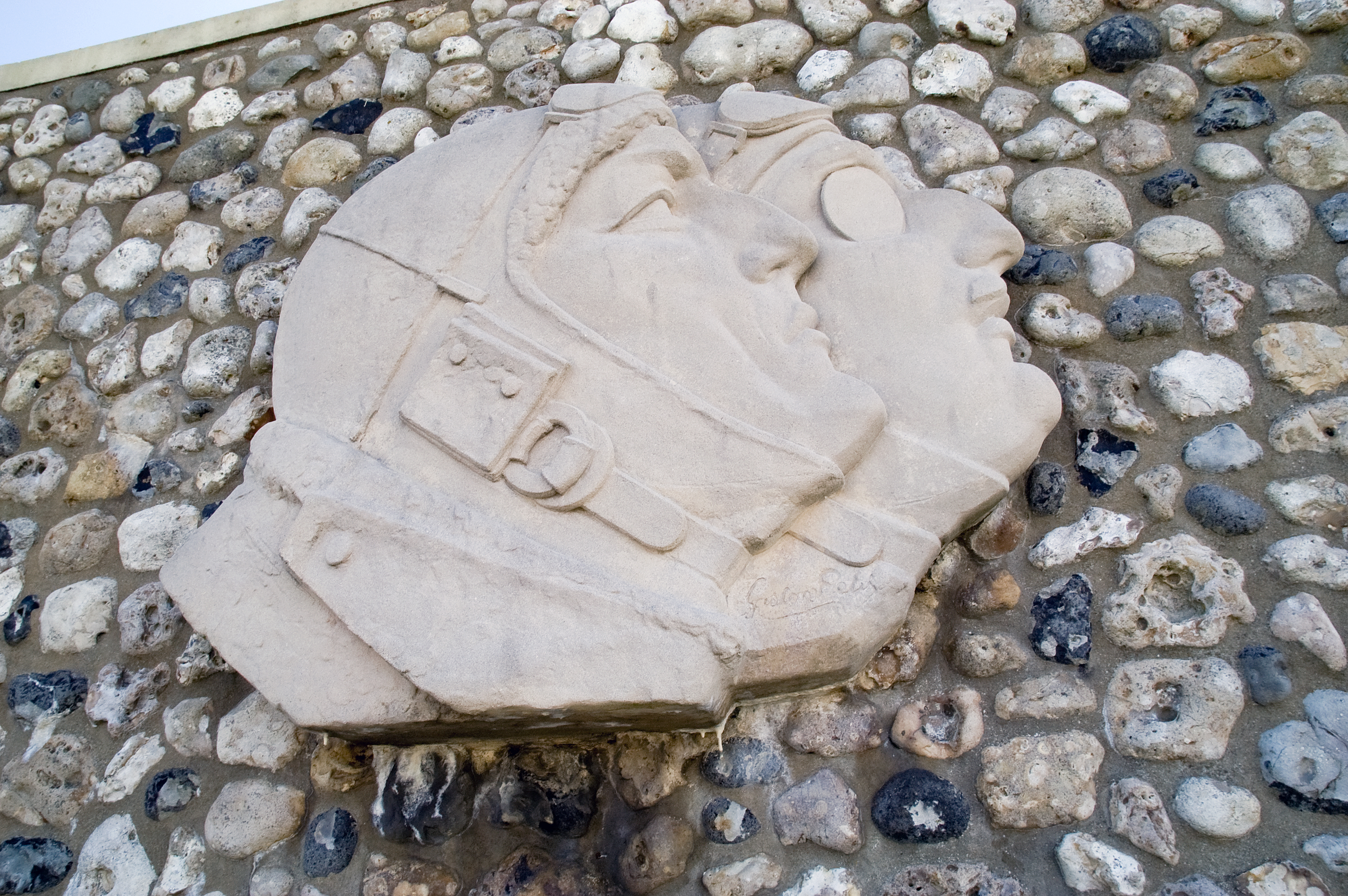
Relieve de los aviadores franceses Charles Nungesser (a la izquierda) y François Coli. Museo de Nungesser-et-Coli, Étretat, Francia.

En 1990 el escritor francés Charles Garreau publicó un libro sintetizando las búsquedas realizadas desde 1927 hasta entonces, desarrollando tres hipótesis diferentes para explicar la desaparición de Nungesser y Coli:
- El Oiseau blanc se habría estrellado cerca de la bahía de Trinity en Terranova, poco después de haber sobrevolado Harbour Grace, probablemente debido a una cencellada dura en las alas, causando una pérdida de control en el avión.
- El Oiseau blanc se habría estrellado en la región de Saguenay–Lac-Saint-Jean (Canadá) al haberse acabado su combustible y Nungesser y Coli habrían intentado entonces lanzar bengalas de auxilio.
- El Oiseau blanc se habría estrellado en el norte de Maine en Estados Unidos al haberse acabado su combustible.

Muchas de las pruebas de estas teorías fueron respaldadas por la TIGHAR (Grupo Internacional para la Recuperación de Aeronaves Históricas, por sus siglas en inglés) que en esa época realizó varias expediciones en Terranova buscando al Oiseau blanc en lo que llamó el proyecto Midnight Ghosts. La TIGHAR decidió cancelar el proyecto Midnight Ghosts a mediados de los años 1990 por falta de resultados y para poder concentrarse en otros proyectos.

## Legado

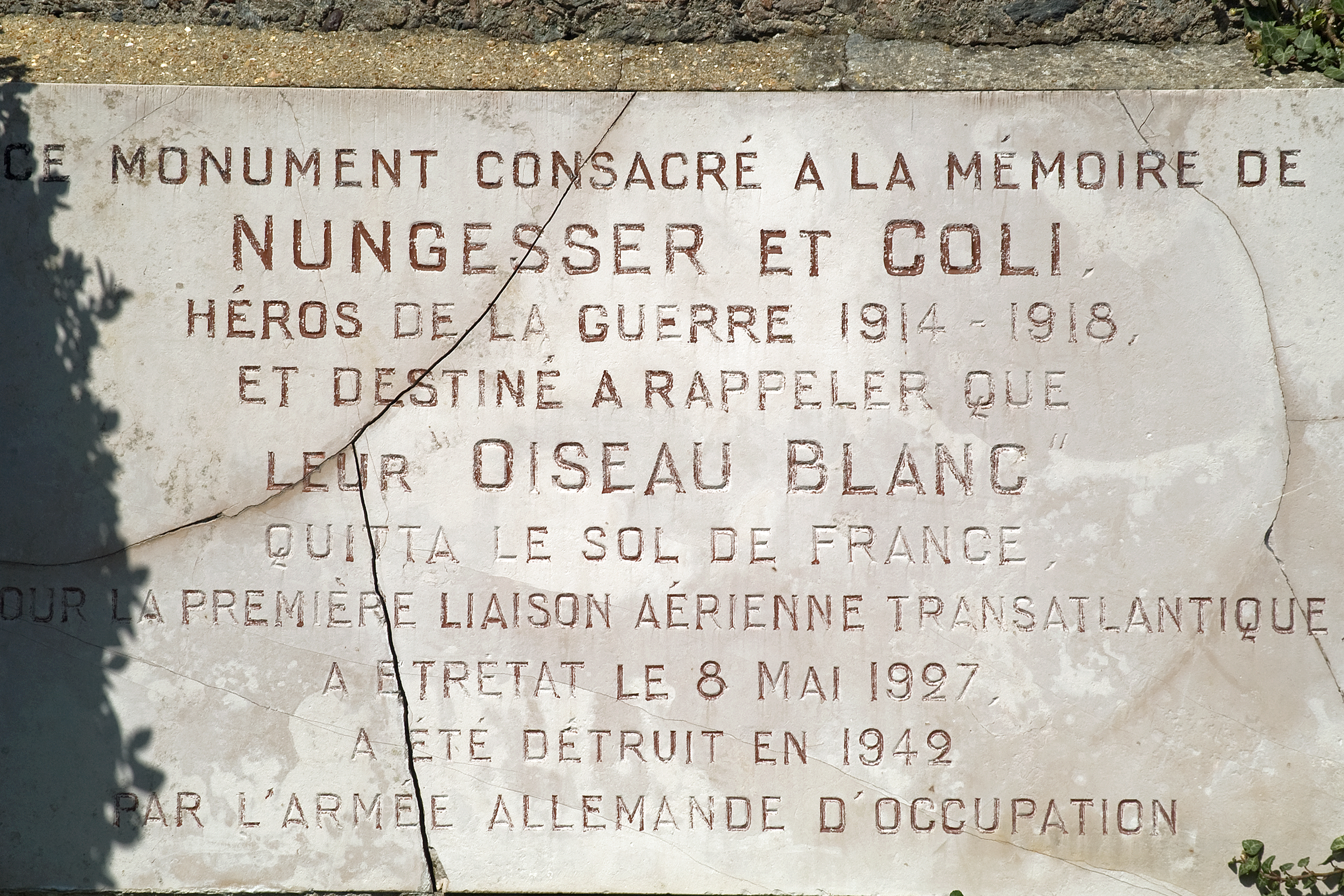
Placa conmemorativa de los dos aviadores en Étretat.

La desaparición del Oiseau blanc es considerada a veces como “el Everest” de los misterios de la aviación y TIGHAR lo considera como «el avión desaparecido más importante de la historia». La desaparición de los dos pilotos demostró que la travesía del Atlántico era más complicada de lo esperada por lo que el logro de Charles Lindbergh dos semanas después se vio aún más valorado y quizás contribuyó al fuerte empuje de la aviación estadounidense de los próximos años.
Después de su aterrizaje en Le Bourget, el 21 de mayo de 1927, la primera visita de Lindbergh fue a Laure Nungesser, madre del piloto del Oiseau blanc, para pedirle que no perdiera la esperanza de encontrar a su hijo. El 15 de octubre de 1927 los pilotos franceses Dieudonné Costes y Joseph Le Brix fueron los primeros en atravesar el Atlántico Sur sin escalas, uniendo las ciudades de Saint Louis (en Senegal) y de Natal (en Brasil). Su avión, un Breguet 19, fue bautizado Nungesser et Coli (Nungesser y Coli en francés) en honor a sus camaradas desaparecidos.
También se construyó un monumento en memoria de los aviadores sobre los acantilados de Étretat, la última ciudad francesa desde la que se pudo ver al Oiseau blanc. Fue destruido en 1942 durante el período de ocupación nazi para luego ser reconstruido como un nuevo monumento de 24 metros de altura en 1963. No muy lejos de allí se encuentra un museo dedicado a los dos pilotos.
En 1929 se erigió una estatua en homenaje a Lindbergh, Nungesser y Coli en la entrada del aeropuerto de París-Le Bourget, desde donde partió el Oiseau blanc y a donde llegó el Spirit of St. Louis. En 1967 el servicio postal francés emitió un sello conmemorando los 40 años de la desaparición del Oiseau blanc y diez años más tarde otro conmemorando a Nungesser, Coli y Lindbergh. Varias ciudades de Francia tienen calles con los nombres de Coli, Nungesser y el Oiseau blanc.